# Klara Borter
Klara Cécile Borter (* 11. März 1888 in Interlaken; † 20. August 1948 in Meiringen) war eine Schweizer Malerin und Grafikerin. Ihre Arbeiten umfassen Landschaften, Portraits und Figuren.

## Leben
Klara Borter wurde als Tochter des Hoteliers Friedrich Borter (1854–1921) vom Deutschen Hof in Interlaken geboren. Die künstlerische Ausbildung erlangte Borter unter anderem in Brienz bei Max Buri.  Buri war Initiant der „Ersten Internationalen Kunstausstellung der Schweiz“, die 1909 im Kursaal Interlaken stattfand. Klara Borter, gefördert von Buri, nahm mit ihren Figuren und Landschaften in Öl daran teil.
Klara Borter war aber auch Schülerin von Arnold Böcklin, dessen Atelier in Zürich sie von 1907 bis 1909  besuchte.
Borter gehörte zur so genannten Berner Malschule. Sie stellte auf mehreren Nationalen Ausstellungen der Schweiz und einer internationalen Ausstellung in Rom aus. Sie war ausserdem auf Schweizer Turnusausstellungen und Weihnachtsausstellungen in Bern vertreten.

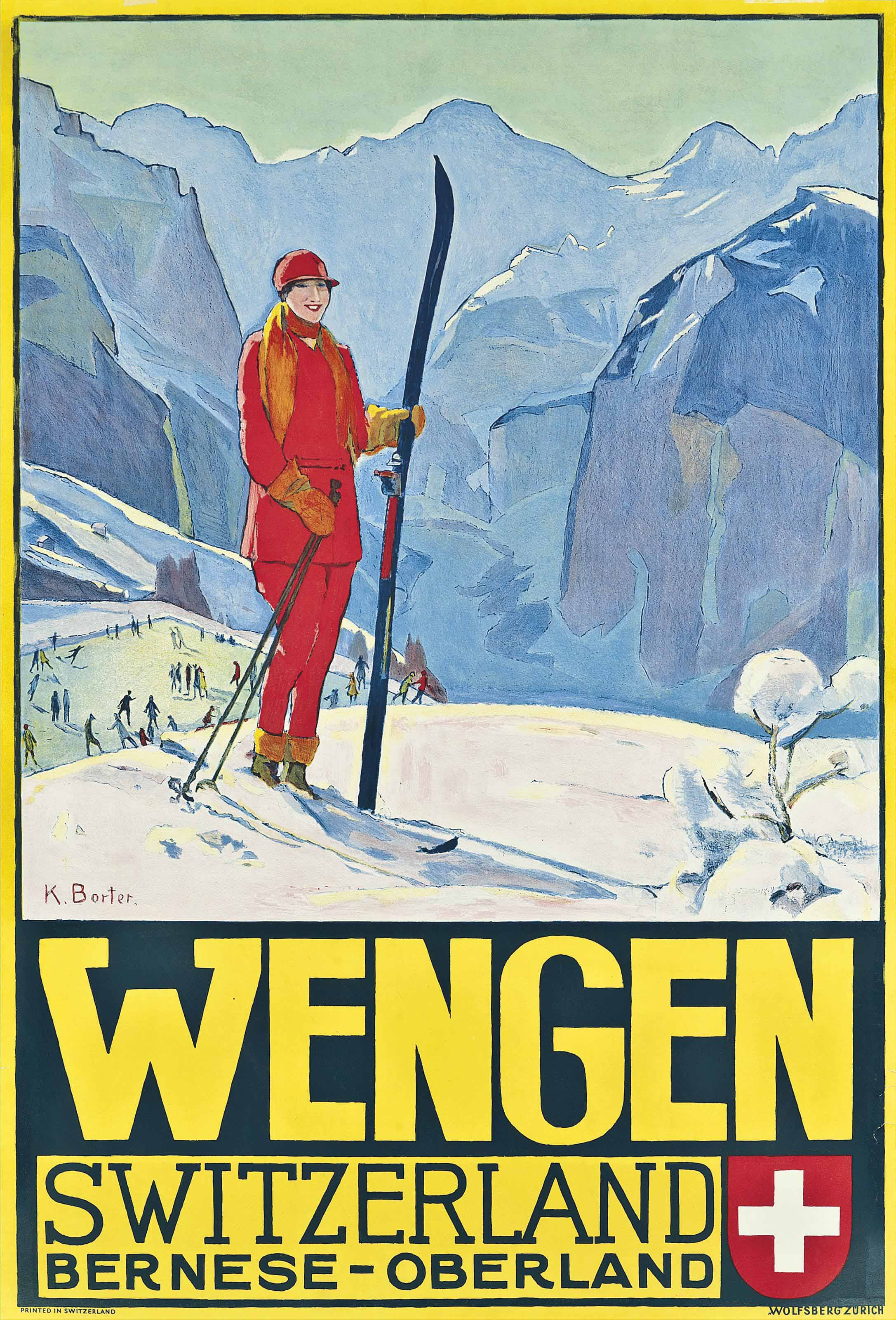
Wengen (ca. 1933)

Borters Werbeplakate der Region Jungfrau-Wengen werden an internationalen Auktionen gehandelt. So erzielte unter anderem ihr Plakat Wengen (Farblithographie, 104 × 67 cm, um 1933) bei Christie’s ein Höchstgebot von über 6.000 Dollar.
Das Kunstmuseum Thun besitzt eine Sammlung von Borters Werken und zeigte daraus unter anderem 2012 einige Frauenbildnisse in der Ausstellung This is a Women’s World. 10 Jahre Frauenkunstpreis.

## Ausstellungen
- 1909: I. Internationale Kunstausstellung der Schweiz, Interlaken[2]
- 1910: X. Nationale Ausstellung, Kunsthaus Zürich[2]
- 1911: Internationale Ausstellung, Rom[2]
- 1912: XI. Nationale Ausstellung, Neuchâtel[2]
- 1914: XII. Nationale Ausstellung, Bern
- 1918: Kollektiv-Ausstellung im Kunstmuseum Bern[8]
- 1925: XVI. Nationale Ausstellung, Kunsthaus Zürich

posthum
- 2007: Gegenlicht. Kunstmuseum Thun
- 2011: Beruf: Bauer. Eine Sammlungsausstellung mit Gästen. Kunstmuseum Thun
- 2012: This is a Women's World. 10 Jahre Frauenkunstpreis. Kunstmuseum Thun